# بي. إد جونسون
بي. إد جونسون (بالإنجليزية: B. Ed Johnson)‏ هو سياسي أمريكي، ولد في 28 أكتوبر 1914 في كولومبوس في الولايات المتحدة، وتوفي في 8 يونيو 1983 في مقاطعة موسكوجي في الولايات المتحدة. حزبياً، نشط في الحزب الديمقراطي.